# Alaskan Bush
Alaskan Bush ist eine informelle Bezeichnung für die fast unbesiedelte Wildnis des US-Bundesstaats Alaska, die nicht an das nordamerikanische Straßennetz angeschlossen sind oder vom State’s Ferry System erreicht werden können. Die Bezeichnung ist vergleichbar mit dem australischen Outback. Geographisch erstreckt sich der Alaskan Bush über Alaska North Slope, Northwest Arctic Borough, Baldwin-Halbinsel und Seward-Halbinsel, das Yukon-Kuskokwim-Delta, Southwest-Alaska, Bristol Bay, Alaska-Halbinsel und Teile des Alaska Panhandle und des Interior.
Zu den größten Siedlungen dieser Region gehören Bethel, Dillingham, King Salmon, Nome, Barrow, der Katmai-Nationalpark, Kodiak Island, Kotzebue und Dutch Harbor.
Ein großer Anteil der indigenen Völker Alaskas lebt im Busch, auch heute noch häufig in erster Linie von der traditionellen Subsistenzwirtschaft, dem Jagen, Fischen und Sammeln.